# Test di Chow
Il test di Chow (dal nome dello statistico statunitense Gregory Chow) è una prova econometrica sulla stabilità dei parametri.
Immaginiamo infatti di avere una serie temporale che però manifesta una rottura strutturale, ovvero si manifesta un cambiamento netto, nel tempo, dei parametri della regressione. Se conducessimo un'unica regressione il risultato sarebbe quello di ottenere una relazione valida in media, ossia che combina i differenti periodi. Il test di Chow allora verifica se esiste ed è significativa una data di rottura.
Poniamo t come ipotetica data di rottura e creiamo una variabile dummy "D(0)", "D(1)" e "D(2)" all'interno del periodo.
Allora, partendo dalla regressione:
{\displaystyle y_{t}=\beta _{0}+\beta _{1}x_{1t}+\beta _{2}x_{2t}+\varepsilon .\,}
la rimodifichiamo ottenendo:
{\displaystyle y_{t}=\beta _{0}+\beta _{1}x_{1t}+\beta _{2}x_{2t}+\lambda _{1}*D(0)+\lambda _{2}*D(1)*x_{1t}+\lambda _{3}*D(2)*x_{2t}+\varepsilon .\,}
Allora faremo un test F, verificando l'ipotesi nulla che i tre lambda siano uguali a 0. In caso negativo, saremo in presenza di una rottura strutturale nel panel.
Il test inoltre si avvale del fatto che la statistica test è distribuita come una variabile casuale F.
{\displaystyle {\frac {(RSSr-RSSu)/J}{RSSu/(N-2K)}}\lim _{\rightarrow }F(J;N-2K)}